# Rudolf Michael (Journalist)
Rudolf Franz Heinrich Michael (* 6. Mai 1890 in Hamburg; † 30. Juli 1980) war ein deutscher Journalist. Michael war einer der erfolgreichsten Journalisten in der jungen Bundesrepublik Deutschland.

## Leben

### Anfänge
Rudolf Michael war der ältere der zwei Söhne von Paul Michael und dessen Ehefrau Auguste geborene Ziegler (* 1867). Der Vater war der Sohn eines Kreistierarztes in Magdeburg und wurde Kaufmann in Hamburg. Rudolf Michael besuchte ab dem 8. Oktober 1900 die Gelehrtenschule des Johanneums in Hamburg, ein Realgymnasium. Am 23. und 24. August 1909 legte er dort das Abitur ab. Danach studierte er Jura und Philosophie an der Universität Halle, Kiel und Berlin. 1912 entschied sich sein Vater nach geschäftlichen Misserfolgen nach Amerika auszuwandern. Seine Mutter und sein 8 Jahre jüngerer Bruder Walter folgtem ihm wenig später nach New York, Rudolf Michael blieb als einziges Familienmitglied in Deutschland, konnte aber aus finanziellen Gründen das Studium nicht fortsetzen und exmatrikuliere sich nach 6 Semestern ohne Abschluss.
Nachdem ein Artikel von Michael, den er noch als Student verfasst hatte, zur Debatte über die Gründung einer Universität Hamburg im Hamburger Fremdenblatt gedruckt wurde, begann er am 1. Juni 1913 als Volontär beim Fremdenblatt. Die Anstellung endete im November 1913. Michael war mit seinem Monatsgehalt von 200 Mark unzufrieden und schrieb Chefredakteur Friedrich Trefzs einen Brief mit der Bitte um Gehaltserhöhung. Anstelle dieser erhielt er aber die Kündigung und wurde freier Schriftsteller für "Kühl's Correspondenz" in Groß-Lichterfeld. Diese verkaufte Kurzgeschichten an viele Zeitungen im Reich. Michael erhielt 60 Mark je Kurznovelle und kam so auf das doppelte Monatseinkommen wie vorher.

### Erster Weltkrieg und Novemberrevolution
Mit dem Ausbruch des Ersten Weltkriegs wurde Michael zum Kriegsdienst eingezogen. Ende 1914 wurde er zum 163. Infanterie-Regiment nach Neumünster einberufen. Im Februar 1915 erfolgte die Versetzung zum 34. Füsilier-Regiment. Ab dem 1. Februar 1915 war er an der Ostfront eingesetzt. In den Kämpfen verlor das Regiment ein Sechstel aller Soldaten. Michael überlebte, wurde aber verwundet. Er kam ins Lazarett in Stettin und diente dann als Schreiber bei der Militärkommandantur. Im Herbst 1916 wurde er zum neu aufgestellten Infanterie-Regiment Nr. 409 versetzt um kam mit diesem an die Front bei Riga verlegt. Im Januar 1917 wurde er vom Untergruppenführer zum Offiziersanwärter befördert.
Am 22. Mai 1917 heiratete Michael bei einem Fronturlaub Käthe Francis Hoppe (* 1895), die Tochter des Hamburger Kaufmanns Carl August Hoppe. Aus der Ehe ging ein Kind hervor, der Sohn Hans-Joachim (* 18. April 1921).
Nach der Waffenruhe am 7. Dezember 1917 aufgrund der Oktoberrevolution wurde das Regiment am 2. Dezember an die Westfront in den Ardennen verlegt. Mitte Juli 1918 erlitt Michael bei einem Angriff auf Reims einen Fußdurchschuss. Nach dem Lazarettaufenthalt wurde er zum 84. Regiment in Schleswig versetzt. Während der Novemberrevolution erhielt sein Regiment den Auftrag den Kieler Matrosenaufstand niederzuschlagen. Das Gros der Männer schloss sich aber dem Aufstand an, Michael und die loyalen Soldaten wurden entwaffnet und kehrten in die Kaserne zurück. Da die militärische Ordnung zerfallen war, reiste er nach Hamburg und wurde dort Augenzeuge der Revolutionsereignisse. In seiner Schrift Aus stürmischen Tagen, die er 1919 unter dem Pseudonym Archiangelus veröffentlichte, schilderte er die Ereignisse.

### Journalist und Politiker in der Weimarer Republik
Michael bewarb sich erneut als Journalist. Während der Chefredakteur des Fremdenblattes Felix von Eckhardt eine Absage schickte, erhielt er am 1. Mai 1919 eine Anstellung beim Hamburgischen Correspondenten. Die Zeitung, die ihre frühere Bedeutung weitgehend verloren hatte, war nun faktisch Parteizeitung der Deutschen Volkspartei. In den folgenden Jahren erarbeitete Michael sich einen Ruf als politischer Journalist. Nachdem der Hauptschriftleiter Alfred G. Nagel 1924 zur Kieler Zeitung wechselte wurde Michael Chefredakteur des Blattes. Seine Freundschaft mit Gustav Stresemann und sein Talent als Redner halfen auch bei der politischen Karriere in der DVP. Bei der Bürgerschaftswahl in Hamburg 1924 wurde er als Abgeordneter der DVP in die Hamburger Bürgerschaft gewählt. Die Wahl führte zu einer Niederlage der bisherigen Koalition aus SPD und DDP. Die DVP trat in die Regierung ein und Michael befand sich so im Herzen der Hamburger Politik. Nach der Bürgerschaftswahl in Hamburg 1927 wurde er zum stellvertretenden Fraktionsvorsitzenden gewählt. Im April 1927 nahm er an einer Journalistenreise nach New York City auf der Jungfernfahrt des Dampfschiffs New York teil.
Zum 1. Januar 1930 wechselte Michael als Ressortchef für Politik zum Fremdenblatt. Da dieses sich als parteipolitisch neutral verstand, musste er sein Abgeordnetenmandat 1929 aufgeben. Nachrücker wurde der Nervenarzt Erich Röper.

### Zeit des Nationalsozialismus
Zur Zeit des Nationalsozialismus arbeitete er weiter als Innenpolitikleiter beim Hamburger Fremdenblatt. Anfang 1933 hatte sich das Fremdenblatt quasi selbst gleichgeschaltet. Im Dezember 1932 war Felix von Eckhardt altersbedingt als Chefredakteur ausgeschieden, sein Nachfolger Sven von Müller. Dieser unterstützte das neue Regime von Anfang an, die Journalisten des Blattes, darunter Michael passten sich opportunistisch an. Kritik an den neuen Machthabern war in den Artikeln von Michael nicht zu finden. Er widmete sich randständigeren Themen und überließ die Leitartikel weitgehend dem Chefredakteur. Qua Gesetz wurde er Mitglied der Reichspressekammer. Am 27. Juni 1933 löste sich die DVP auf. Das Angebot an alle DVP-Mitglieder, der NSDAP beizutreten, lehnte Michael ab. Den Antisemitismus der Nationalsozialisten unterstützte er nicht aktiv. Er war mit mehreren jüdischen Berufskollegen befreundet. Dazu zählte auch der Verwaltungsdirektor der Hamburger Kammerspiele. Dieser floh 1938 nach Wien. Als er 1938 weiter nach Prag flüchtete, kam seine Tochter zwischenzeitlich bei Michael unter.
Im Januar 1936 änderte der Verleger des Fremdenblattes, Kurt Broschek einen Artikel in der Zeitung ab. Gemäß dem Schriftleitergesetz war dies ein unzulässiger Eingriff in die Arbeit der Redaktion. Die Nationalsozialisten nahmen dies zum Vorwand, ihn zu zwingen, den Verlag an die von der Partei kontrollierte Vera-Verlagsgruppe zu verkaufen. Am 29. Dezember 1937 beantragte Michael die Aufnahme in die NSDAP und wurde rückwirkend zum 1. Mai desselben Jahres aufgenommen (Mitgliedsnummer 5.361.965). In den folgenden Jahren wurden die Artikel von Michael immer positiver dem Regime gegenüber.

### Die Weltreise
Nach dem Anschluss Österreichs und der Zerschlagung der Rest-Tschechei geriet die Außenpolitik in den Fokus der Berichterstattung der Presse im Reich. Die 1930 gegründete Deutsch-Japanische Gesellschaft organisierte eine Weltreise von mehreren Schriftleitern deutscher Zeitungen, darunter Michael. Am 28. März 1938 brach die Gruppe auf und besuchte Italien, Ägypten, Indien, Singapur, Manila, Hongkong, Japan, Shanghai, Peking und die USA. Michael verarbeitete die Eindrücke dieser Propagandareise in seinem Werk "Roman einer Weltreise". Das Buch wurde fast 100.000 mal verkauft und machte Michael reich. In den Folgejahren war er neben seiner journalistischen Arbeit auch als Vortragsredner über seine Weltreise tätig.

### Zweiter Weltkrieg und Nachkriegszeit
Im Rahmen der Zerstörungen des Zweiten Weltkriegs wurde das Haus von Michael nur gering beschädigt. Ab November 1944 wurden daher ausgebombte Hamburger dort mit untergebracht. Am 31. August 1944 wurde das Fremdenblatt eingestellt. Michael war dann bei der Hamburger Zeitung tätig. Am 6. April 1945 wurde er in den Volkssturm einberufen, er wurde aber bald als UK eingestuft.
Auch nach dem Einmarsch der britischen Truppen blieb Michael Angestellter des Verlags. Dieser war unter "Property Control" gestellt und Kurt Broschek war als sein Verwalter bestellt worden. Kurt Broschek hatte vor, das Fremdenblatt erneut erscheinen zu lassen, die Besatzungsmacht lehnte aber die Wiederzulassung aller Zeitungen ab, die während der Zeit des Nationalsozialismus erschienen waren. Nachdem sich die Pläne zerschlagen hatten, wurde Michael zum 31. März 1946 entlassen.
Ab Juli 1946 musste sich Michael der Entnazifizierung unterziehen. Kernpunkte waren ein Leitartikel vom 14. November 1938 und vor allem ein falsch übertragener Lebenslauf, der den NSDAP-Eintritt auf 1927 statt 1937 datierte. Am 30. September 1946 wurde von Entnazifizierungsausschuss ein Berufsverbot verhängt und die Konten gesperrt. Dem Einspruch vom 18. März 1947 wurde am 13. Januar 1949 mit der Einstufung als Unbelasteter stattgegeben.

### Chefredakteur der Bild-Zeitung
Im März 1946 lernte Michael Axel Springer kennen. Springer wollte ihn als Journalisten beim Axel Springer Verlag anstellen, aufgrund des Berufsverbotes konnte er erst Januar 1949 offiziell als Journalist arbeiten. Er wurde Ressortleiter Allgemeines beim Hamburger Abendblatt. Das Abendblatt wurde ein großer Erfolg. Im November 1948 war das Blatt mit einer Auflage von 74.000 gestartet, im Juli 1949 waren es bereits 180.000. Von 1952 bis 1958 war Michael Chefredakteur der Zeitung Bild. Michael machte in den 1950ern die Bild zur größten und wichtigsten Boulevardzeitung Deutschlands. Die Bild-Zeitung hatte im Dezember 1952 eine Auflage von 245.00 Exemplaren, als Michael dort ausschied, waren es über 3 Millionen. Sein Erfolgskonzept, der desillusionierten deutschen Nachkriegsgesellschaft möglichst wenig Politik zu bieten, ging grandios auf. Sein Nachfolger als Chefredakteur bei der Zeitung Bild wurde Oskar Bezold.